# 南極座χ
南極座χ，又名CP-87 274，HD 164461、SAO 258799、HR 6721，是南極座的一颗恒星，视星等为5.28，位于銀經305.62，銀緯-27.14，其B1900.0坐标为赤經17h 56m 1.9s，赤緯-87° -27.14′ 51″。